# Área metropolitana de Greenville-Mauldin-Easley
El área metropolitana de Greenville-Mauldin-Easley o conocida oficialmente como Área Estadística Metropolitana de Greenville-Mauldin-Easley, SC MSA por la Oficina de Administración y Presupuesto, es un Área Estadística Metropolitana centrada en la ciudad de Greenville, en el estado estadounidense de Carolina del Sur. El área metropolitana tiene una población de 636.986 habitantes según el Censo de 2010, convirtiéndola en la 83.º área metropolitana más poblada de los Estados Unidos.

## Composición
Los 3 condados del área metropolitana, junto con su población según los resultados del censo 2010:
- Greenville – 451.225 habitantes
- Laurens – 66.537 habitantes
- Pickens – 119.224 habitantes

## Área Estadística Metropolitana Combinada
El área metropolitana de Greenville es parte del Área Estadística Metropolitana Combinada de Greenville-Spartanburg-Anderson, SC CSA junto con:
- El Área Estadística Metropolitana de Spartanburg, SC MSA;
- El Área Estadística Metropolitana de Anderson, SC MSA;
- El Área Estadística Micropolitana de Gaffney, SC µSA;
- El Área Estadística Micropolitana de Seneca, SC µSA; y
- El Área Estadística Micropolitana de Union, UT µSA;

totalizando 1.266.995 habitantes en un área de 13.452 km².

## Principales comunidades del área metropolitana
Ciudades principales 
- Charleston
- Mauldin
- Easley

Otras comunidades con más de 10.000 habitantes 
- Berea
- Clemson
- Gantt
- Greer
- Parker
- Simpsonville
- Taylors
- Wade Hampton